# Supermarine Stranraer
El Supermarine Stranraer (denominado originalmente Southampton Mk V) fue un hidrocanoa biplano que voló por primera vez en 1934. Basado en el popular hidroavión biplano Southampton, entró en servicio con la Real Fuerza Aérea (RAF) en 1937, cuando esta encargó diecisiete unidades. En Canadá, la compañía Canadian Vickers de Montreal fabricó entre 1939 y 1941 otras cuarenta unidades para la Real Fuerza Aérea Canadiense. Como avión militar, fue usado en la Segunda Guerra Mundial, siendo retirado del servicio primario en 1941. Siguió utilizándose hasta 1942 como avión de entrenamiento y hasta 1957 en la aviación comercial, como aeronave de pasajeros y mercancías.

## Diseño y desarrollo

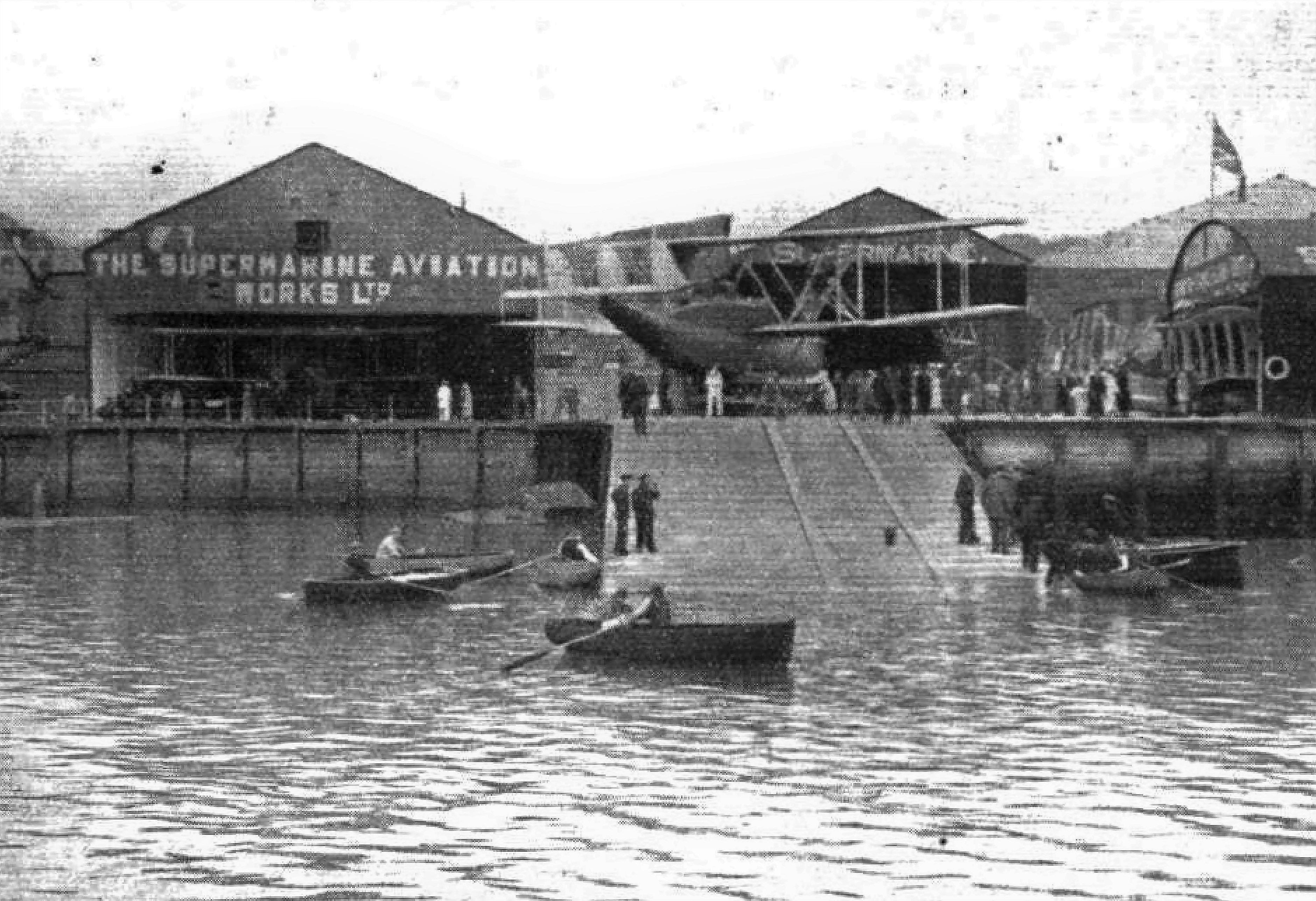
Fábrica de Supermarine en Woolston, Southampton.

Último hidrocanoa biplano diseñado por R. J. Mitchell en respuesta a la Especificación R.24/31 del Ministerio de Aire para un "Hidrocanoa de patrulla de mar abierto de propósito general". Se ordenó un prototipo a las compañías Saunders Roe, Supermarine Aviation Works y Short Brothers para la RAF. Inicialmente fue rechazado, pero Supermarine desarrolló de modo privado su diseño, siendo designado en un principio como Southampton V. Se firmó un contrato en 1933 por un prototipo propulsado por dos motores Bristol Pegasus IIIM de 610 kW (820 hp) y el modelo finalmente fue conocido como Stranraer.
La estructura básica era principalmente metálica, con el casco revestido con placas de Alclad y todas las superficies aerodinámicas en tela. Otros cambios externos eran, a diferencia de los primeros Supermarine Southampton, el reemplazo de las cabinas abiertas en tándem por una disposición lado a lado para los dos pilotos, la sustitución de la unidad de cola trideriva por una bideriva, y la instalación de una torreta defensiva en la cola. 
Tras el programa de pruebas de vuelo inicial, el prototipo del Stranraer (K3973) se entregó a la RAF el 24 de octubre de 1934. El 29 de agosto de 1935 se realizó un pedido inicial de 17 aeronaves (matrículas K7287 a K7303) según la Especificación 17/35 del Ministerio del Aire. La versión de producción fue equipada con el motor Bristol Pegasus X de 875 hp y voló por primera vez en diciembre de 1936, entrando en operaciones de servicio el 16 de abril de 1937. El último Stranraer se entregó el 3 de abril de 1939. Se realizó un pedido adicional de seis aviones (K9676 a K9681) en mayo de 1936, pero posteriormente fue cancelado. Un total de cuarenta Stranraer fueron montados en Canadá por Canadian Vickers de Montreal, subsidiaria de Vickers-Armstrongs.

## Historial operacional
En servicio, sólo 17 Stranraer fueron operados por la RAF en 1937-1941, principalmente por los Escuadrones 228.º, 209.º y 240.º, junto con cantidades limitadas en la No. 4 OTU. En general, la aeronave no fue bien recibida, ya que su rendimiento se consideró marginal.
Los Stranraer de la Real Fuerza Aérea Canadiense eran equivalentes exactos de sus contrapartes de la RAF, y fueron empleados en patrullas costeras contra amenazas submarinas, en un papel similar al de los Stranraer británicos. Una fuente afirma que no se registró ninguna acción contra submarinos enemigos. Sin embargo, la tripulación de un aparato del 5.º Escuadrón de la RCAF, volado por el teniente de vuelo Leonard Birchall, fue responsable de la captura del buque mercante italiano Capo Lena en el Golfo de San Lorenzo. Los Stranraer construidos en Canadá sirvieron con las RCAF hasta 1946.

### Uso civil
Catorce ejemplares fueron vendidos a través de Crown Assets (Gobierno canadiense) para uso civil después de la guerra; varios sirvieron con Queen Charlotte Airlines (QCA) en la Columbia Británica, donde fueron operados hasta 1958. La aerolínea sustituyó los Pegasus originales por motores Wright GR-1820-G202A de 890 kW (1200 hp).
Queen Charlotte Airlines se convirtió en aquel entonces en la tercera aerolínea más grande de Canadá; era popularmente conocida como the Queen Collection of Aircraft (la Colección de Aviones de la Reina). Con una limitada cantidad de capital, voló una ecléctica mezcla de modelos, que a menudo eran desechados por otros operadores. Sin embargo, operados por QCA, los Stranraer ganaron una reputación más adecuada y fue "muy querido" por sus tripulaciones. Un total de ocho Stranraer excedentes también se vendieron a Aero Transport Ltd. de Tampa, Florida.

## Operadores

### Militares
- Real Fuerza Aérea británica
- Real Fuerza Aérea Canadiense

### Civiles
Canadá
- Pacific Western Airlines[15]
- Queen Charlotte Airlines (QCA)[15]

 Estados Unidos
- Aero Transport Ltd.[7]

## Supervivientes

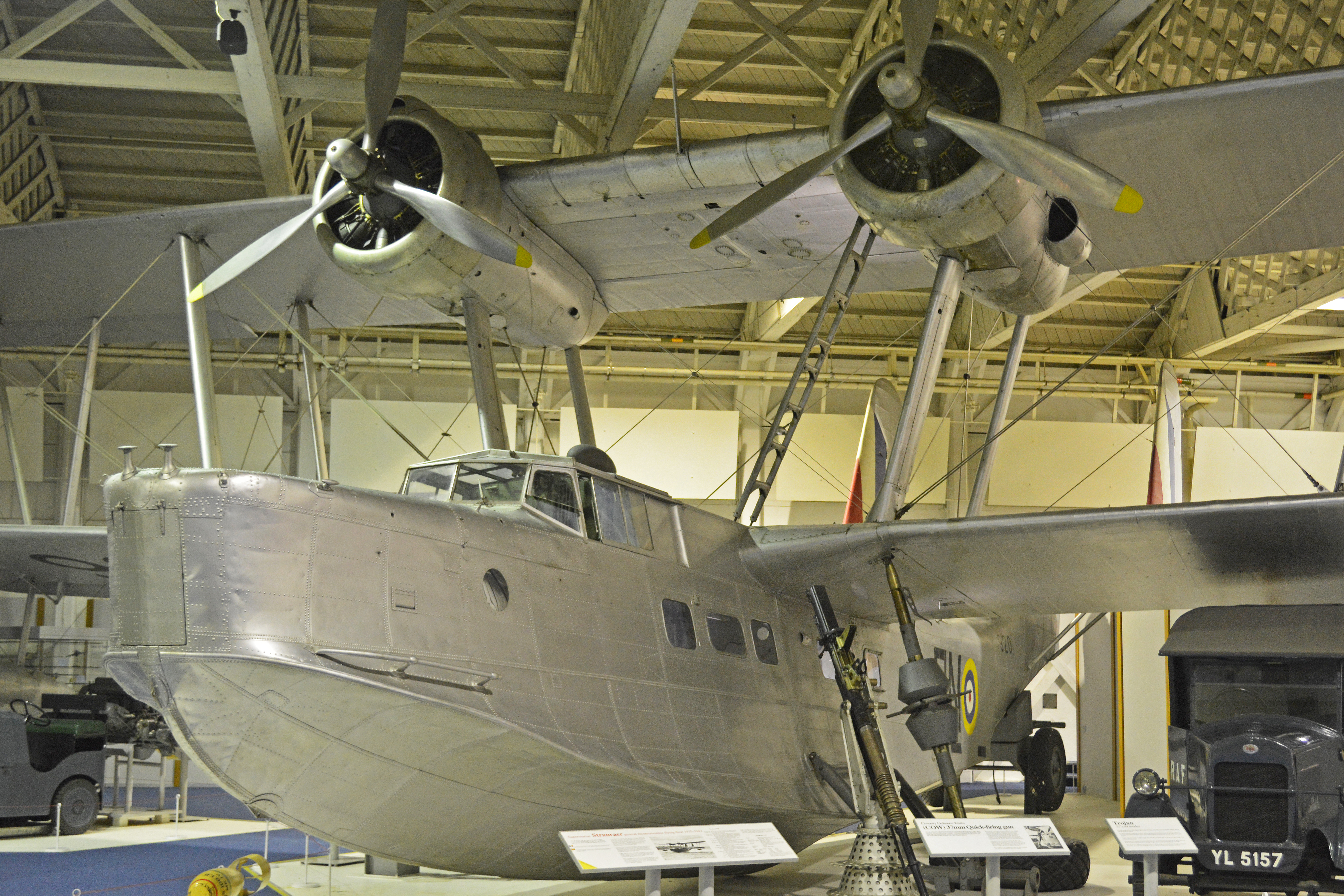
Stranraer exhibido en el RAF Museum, Hendon, Londres.

Un solo Stranraer intacto, 920/CF-BXO, sobrevive en la colección del RAF Museum London. Este avión fue construido en 1940; es uno de los 40 construidos por Canadian Vickers. En servicio con la Real Fuerza Aérea Canadiense, voló con varios escuadrones, en patrullas antisubmarinas, como avión de entrenamiento y transportando pasajeros hasta abril de 1944. Se vendió en mayo de 1944 como la primera conversión civil del Stranraer a Canadian Pacific Airlines hasta 1947. Más tarde, con Queen Charlotte Airlines (QCA), que reemplazó sus motores británicos originales con los Wright R-1820, lo utilizó hasta 1952, volando desde Vancouver a lo largo de la costa del Pacífico de la Columbia Británica. Voló con otros propietarios privados hasta que fue dañado por un barco en 1966. En 1970, fue comprado por el Museo de la RAF y transportado al Reino Unido.
Las partes de un segundo Stranraer, 915/CF-BYJ, son propiedad del Shearwater Aviation Museum, Halifax, Canadá. Este avión también operó con Queen Charlotte Airlines hasta que se estrelló en la Nochebuena de 1949 en Belize Inlet, Columbia Británica.

## Especificaciones
Referencia datos: Supermarine Aircraft since 1914, Database: Supermarine Stranraer

### Características generales
- Tripulación: 6/7
- Longitud: 16,7 m (54,8 ft)
- Envergadura: 25,9 m (85 ft)
- Altura: 6,6 m (21,7 ft)
- Superficie alar: 135,4 m² (1457,5 ft²)
- Peso vacío: 5100 kg (11 240,4 lb)
- Peso cargado: 8620 kg (18 998,5 lb)
- Planta motriz: 2× motor radial de nueve cilindros en estrella simple refrigerado por aire Bristol Pegasus X.
  - Potencia: 690 kW (951 HP; 938 CV) cada uno.

### Rendimiento
- Velocidad máxima operativa (Vno): 265 km/h (165 MPH; 143 kt) a 1800 m (6000 pies)
- Alcance: 1600 km (864 nmi; 994 mi)
- Techo de vuelo: 5600 m (18 373 ft)
- Régimen de ascenso: 6,9 m/s (1358 ft/min)
- Carga alar: 63 kg/m² (12,9 lb/ft²)
- Potencia/peso: 159 kW/kg (0,097 hp/lb)

### Armamento
- Ametralladoras: 

  - 3x Lewis de 7,7 mm
- Bombas: 454 kg o equivalente en cargas de profundidad en soportes subalares

## Aeronaves relacionadas

### Aeronaves similares
- Saro London
- Short Knuckleduster
- Supermarine Southampton
- Supermarine Scapa

### Secuencias de designación
- Secuencia Numérica (interna de Supermarine): ← 226 - 228 - 229 - 230 - 231 - 232 - 233 - 234 - 235 - 236 - 237 - 238 - 239 - 240 -- 301 - 302 - 303 - 304 - 305 - 306 - 307 →